# La catena spezzata
La catena spezzata (The Shattered Chain) è un romanzo fantascientifico con elementi fantasy del 1976 scritto dall'autrice americana Marion Zimmer Bradley, facente parte del Ciclo di Darkover. Il romanzo, assieme a I regni di Darkover e La città della magia, compone il mini-ciclo interno alla saga di Darkover delle Libere Amazzoni.
È stato pubblicato per la prima volta in italiano nel 1981. La catena spezzata è il primo romanzo di Darkover a esplorare il mondo delle Rinunciatarie, note anche Libere Amazzoni o comhii letzi. Le Rinunciatarie sono donne che, pur vivendo in una cultura profondamente patriarcale e feudale, hanno rinunciato sia alla protezione che al controllo degli uomini, tagliandosi i capelli e vivendo separate, giurando di non sposarsi mai di catenas con un uomo.
Il volume, per la sua forte componente femminista, attirò svariate critiche. Tuttavia, come spiega l'autrice nella sua prefazione all'edizione del 1990 per la casa Editrice Nord per il quale era edito il romanzo, le critiche più aspre giunsero dalle femministe con le posizioni più estremiste, tanto che l'autrice stessa si dissociò dal movimento.

## Trama

### Parte I: Rohana Ardais,Comynara
Lady Rohana Ardais, una donna Comyn di mezza età che possiede abilità psichiche laran, in particolare la telepatia, viaggia con una banda di Rinunciatarie nella città di Shainsa. Spera di liberare la sua parente, Melora, che è stata rapita dieci anni prima da un predone delle Città Aride. Nelle Città Aride del deserto di Darkover, le donne sono letteralmente possedute dagli uomini e tenute in catene come proprietà.
Le Rinuncitarie, o Libere Amazzoni, riescono a liberare Melora (incinta e prossima al parto), e la figlia dodicenne Jaelle. Melora però muore dando alla luce un figlio e lasciando Jaelle alle cure di Rohana. Jaelle rifiuta la vita dei Comyn, scegliendo piuttosto di restare con le Rinunciatarie. La prima parte si conclude con la richiesta di Jaelle alla sua nuova madre adottiva, Kindra, di essere ammessa come amazzone. 
Le esperienze di Rohana con le Rinunciatarie e nelle Città Aride cambiano profondamente la sua percezione di sé come donna e del rapporto tra i sessi.

### Parte II: Magda Lorne,Agente Terrestre
Dodici anni dopo, l'agente terrestre Magda Lorne assume il travestimento da Rinunciataria sotto la direzione di Rohana, al fine di salvare il suo ex marito, Peter Haldane, dai rapitori (che credono che sia il figlio di Rohana). Proprio come il viaggio di Rohana per salvare Melora è stato motivato dal rifiuto dei suoi parenti maschi di mettere a repentaglio la relazione politica dei Dominii con le Città Aride, i datori di lavoro terrestri di Magda si rifiutano di salvare Peter per ragioni simili.
Magda viaggia da sola, sperando di non farsi notare. Si imbatte però in un gruppo di autentiche Rinunciatarie guidati dall'ormai ventenne Jaelle. L'inganno di Magda viene scoperto e lei è costretta a prestare il Giuramento della Rinunciataria: la punizione tradizionale per una donna che assume le sembianze di una Rinunciataria senza esserlo realmente. Magda accetta di entrare nella Casa della Gilda di Nevarsin per iniziare l'addestramento come Rinunciataria, ma segretamente intende scappare e continuare con il piano di salvataggio originale. Poco dopo essersi separati dalle altre Rinunciatarie, Magda e Jaelle vengono attaccate dai banditi. Jaelle è gravemente ferita e Magda deve scegliere se abbandonare Jaelle e mantenere fede alla sua responsabilità nei confronti del suo ex marito, o mantenere il giuramento fatto alle Rinunciatarie e alla ferita Jaelle. Magda sceglie di fare entrambe le cose, portando Jaelle con sé sulle montagne, salvando Peter e poi viaggiando con entrambi alla tenuta di Ardais.
Il conflitto di Magda e l'eventuale decisione di rispettare il suo giuramento a Jaelle e alle Rinunciatarie riecheggia il precedente conflitto interiore di Rohana nella scelta se lasciare la sua vita per le Rinunciatarie o continuare come nobile signora dei Comyn. Rohana sceglie di continuare come nobildonna, ma usa la sua posizione a capo di un Dominio prendendo il posto del marito epilettico nel consiglio dei Comyn, e gestendo la sua tenuta. Magda alla fine sceglie di intraprendere la vita di una Rinunciataria.

### Parte III: Jaelle n'ha Melora,Libera Amazzone
Jaelle, Magda e Peter si rifugiano per l'inverno nella tenuta montana di Ardais, con Rohana, suo marito e i suoi figli. Peter incontra l'aggressivo e intimidatorio Kyril Ardais, il suo gemello doppelganger, l'uomo che i banditi intendevano rapire. Jaelle scopre che Rohana ha scelto di rimanere una tradizionale donna Comyn per proteggere i suoi figli dagli scoppi di rabbia di suo marito e proteggere il marito epilettico da se stesso. Le sue esperienze con le Rinunciatarie l'hanno liberata, anche se ha scelto una strada tradizionale. Jaelle sceglie di diventare la libera compagna di Peter e mette in dubbio sia la sua scelta di diventare una Rinunciataria in giovane età, sia la decisione di ignorare il suo laran in via di sviluppo.
In primavera, Jaelle, Magda e Peter tornano a Thendara, dove Jaelle deve affrontare la sua responsabilità di erede di un dominio Comyn con un laran potente e non addestrato. Magda deve decidere se onorare il giuramento fatto alle Rinunciatarie e alla sua ormai cara amica Jaelle, o tornare nella zona terrestre per continuare il suo lavoro come traduttrice e agente. Jaelle cerca una terza scelta, scegliendo di vivere con Peter come liberi compagni nella zona terrestre di Thendara, assumendo il ruolo di Magda come traduttrice. Magda sceglie di rispettare il suo giuramento di Rinunciataria, accettando di allenarsi alla Casa della Gilda di Thendara.
Le loro storie proseguono nel seguente romanzo nella Trilogia delle Libere Amazzoni, I regni di Darkover.

## Edizioni
(elenco parziale)
- Marion Zimmer Bradley, La catena spezzata, traduzione di Roberta Rambelli, Nord, 1981,  pp. 243, cap. 17.